# Méthode de Culmann

Cas schématique d'un problème solvable par la méthode de Culmann

La méthode de Culmann est une méthode de statique graphique inventée par Karl Culmann et qui est utilisée dans le cas de problèmes à quatre forces dont les directions sont connues, une force étant complètement caractérisée. Il s'applique lorsque les forces ne sont pas toutes parallèles ; si les forces sont toutes parallèles, on utilise la méthode du dynamique et du funiculaire.

## Principe

Résolution du problème par la méthode de Culmann

La méthode consiste à regrouper les forces deux à deux, les deux forces d'un groupe n'étant pas parallèles. On travaille alors avec la résultante de chaque groupe de force : on se ramène alors à un problème à deux forces d'une part (pour les résultantes), et à un problème à trois forces d'autre part (pour chaque couple et sa résultante).
Considérons un objet soumis à quatre forces {\displaystyle {\vec {\mathrm {F} }}_{1}}, {\displaystyle {\vec {\mathrm {F} }}_{2}}, {\displaystyle {\vec {\mathrm {F} }}_{3}} et {\displaystyle {\vec {\mathrm {F} }}_{4}}, telles que 
- {\displaystyle {\vec {\mathrm {F} }}_{1}} est totalement connue, et l'on connaît les directions des trois autres forces ;
- {\displaystyle {\vec {\mathrm {F} }}_{1}} et {\displaystyle {\vec {\mathrm {F} }}_{2}} sont sécantes en I12, et
- {\displaystyle {\vec {\mathrm {F} }}_{3}} et {\displaystyle {\vec {\mathrm {F} }}_{4}} sont sécantes en I34.

On choisit les deux couples 
- {\displaystyle ({\vec {\mathrm {F} }}_{1},{\vec {\mathrm {F} }}_{2})}, dont la résultante est {\displaystyle {\vec {\mathrm {R} }}_{12}}, et
- {\displaystyle ({\vec {\mathrm {F} }}_{3},{\vec {\mathrm {F} }}_{4})} dont la résultante est {\displaystyle {\vec {\mathrm {R} }}_{34}}.

On peut donc considérer que l'on a un objet soumis à deux forces. Ces forces sont donc colinéaires (voir Diagramme de forces > Système mécanique soumis à deux forces), on sait donc que {\displaystyle {\vec {\mathrm {R} }}_{12}} et {\displaystyle {\vec {\mathrm {R} }}_{34}} ont pour direction la droite (I12I34). Puisque l'on connaît {\displaystyle {\vec {\mathrm {F} }}_{1}} et que l'on connaît les directions de {\displaystyle {\vec {\mathrm {F} }}_{2}} et de {\displaystyle {\vec {\mathrm {R} }}_{12}}, on peut déterminer entièrement {\displaystyle {\vec {\mathrm {F} }}_{2}} et {\displaystyle {\vec {\mathrm {R} }}_{12}} à l'aide d'un dynamique (on connaît un des côtés du triangle et les directions des deux autres côtés).
On sait que {\displaystyle {\vec {\mathrm {R} }}_{34}=-{\vec {\mathrm {R} }}_{12}}, donc on  connaît {\displaystyle {\vec {\mathrm {R} }}_{34}} ainsi que les directions de {\displaystyle {\vec {\mathrm {F} }}_{3}} et {\displaystyle {\vec {\mathrm {F} }}_{4}}. On peut donc de même déterminer entièrement {\displaystyle {\vec {\mathrm {F} }}_{3}} et {\displaystyle {\vec {\mathrm {F} }}_{4}}.

## Applications

Méthode de Ritter : une utilisation possible de la méthode de Culmann

Cette méthode est souvent utilisée pour déterminer les efforts dans les poutres d'un treillis avec la méthode de Ritter : on isole un sous-ensemble soumis à une charge en coupant trois poutres, on a donc bien quatre forces (la charge et les efforts internes des poutres) dont on connaît les directions.

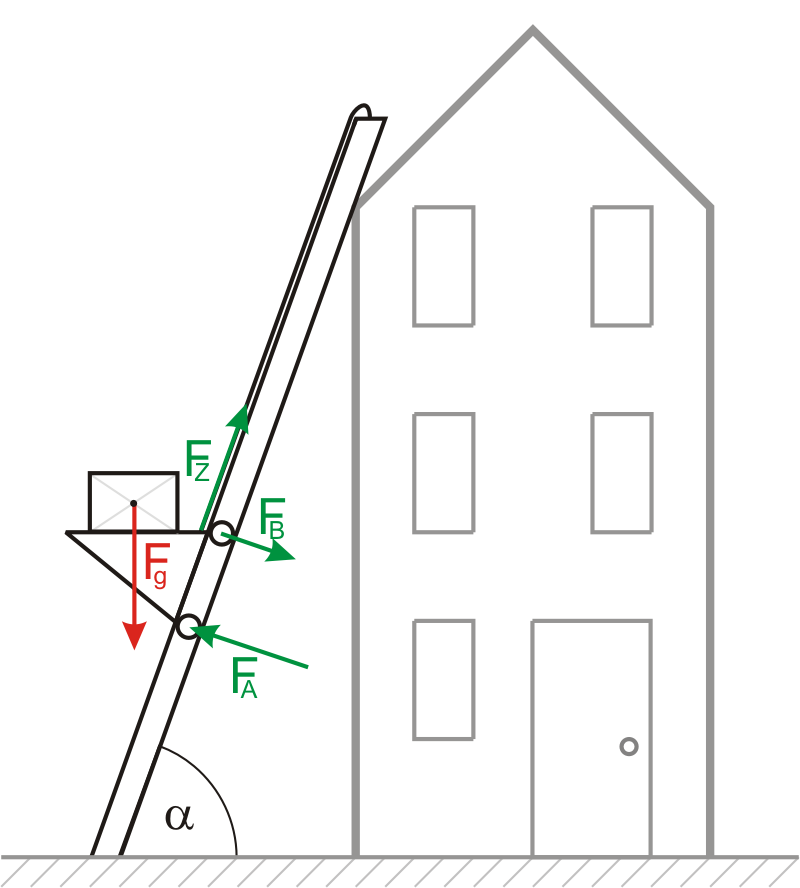
Monte-charge : autre situation pouvant se résoudre par la méthode de Culmann

Le monte-charge représenté ci-contre montre un autre exemple où l'on peut utiliser cette méthode : on connaît entièrement une force (le poids de l'objet), et l'on connaît la direction de toutes les forces (traction du câble, contacts ponctuels des roues du chariot sur le monte-charge).